# Vapenflagga

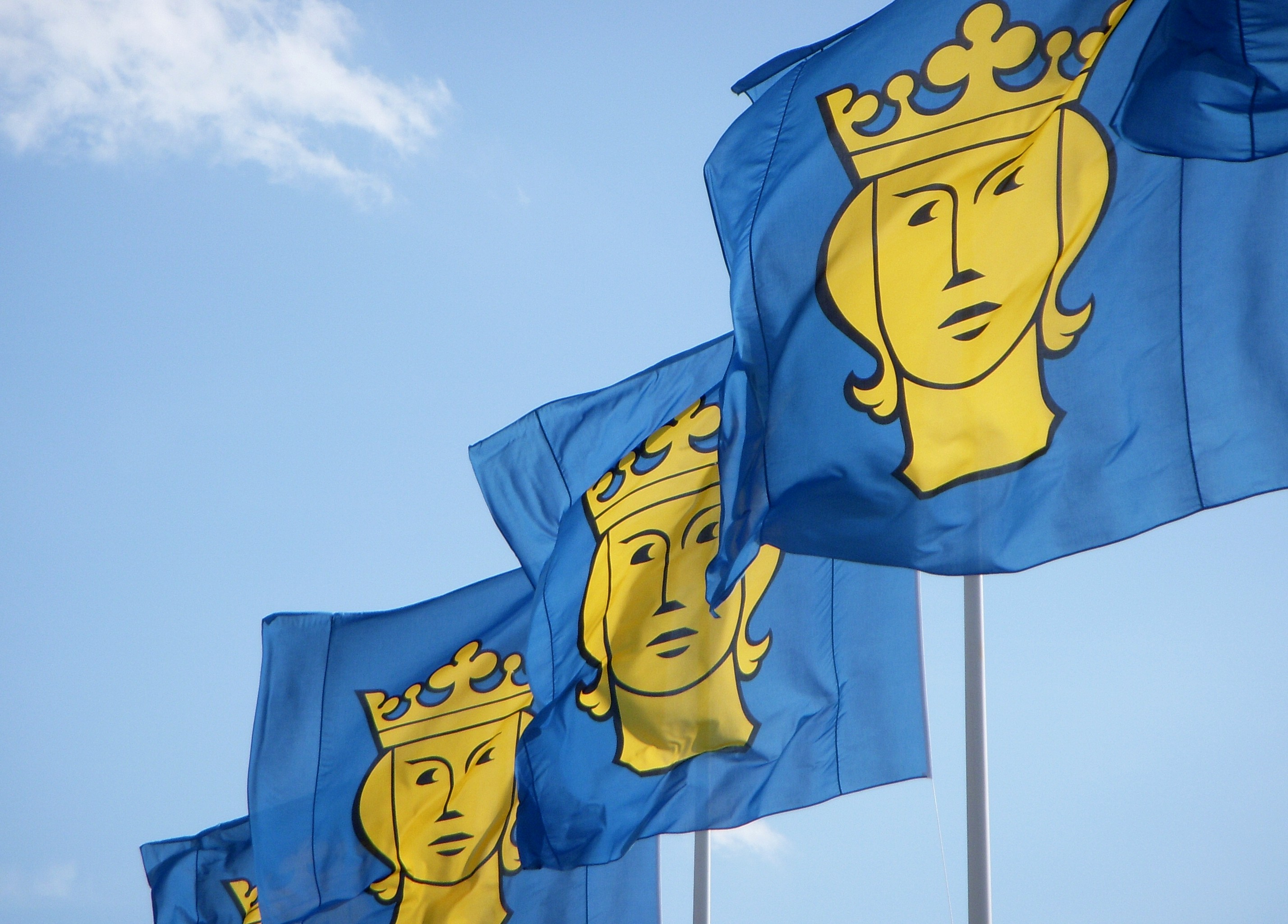
Stockholms kommunflagga i flera exemplar utanför stadshuset. Flaggan är en vapenflagga i och med att den bär samma motiv som Stockholms kommunvapen.

Schweiz nationalflagga. Flaggan är en vapenflagga i och med att den bär samma motiv som skölden i Schweiz statsvapen.

Storbritanniens kungliga banér är en släktvapenflagga i och med att det bär samma motiv som Storbritanniens kungliga vapen.

Vapenflagga eller baner, är en representation av en vapensköld i flaggform. Flaggan är ofta rektangulär och till skillnad från andra flaggor är proportionerna ofta 1:1. Vapnets sköldfält skall uppta hela ytan, medan de delar av vapnet som inte ingår i skölden utelämnas.
Några länder har nationsflaggor som är vapenflaggor, exempelvis Irak, Schweiz och Österrike. I Sverige är landskapsflaggorna vapenflaggor, men deras värdighet är inte i nivå med nationsflaggan.

## Kommunvapenflaggor
I Sverige är kommunvapenflaggor vanliga vid officiella kommunala byggnader och är i likhet med landskapsflaggor inte av samma värdighet som nationsflaggan. Det anses traditionellt att svenska kommuner som registrerar ett vapen därigenom automatiskt också har en flagga av typen vapenflagga. Kommunflaggan skall alltså återge det officiella, i Patent- och Registreringsverket registrerade, kommunala vapnet i kvadratisk form över hela flaggduken. Det är dock vanligt att kommuner i stället väljer att placera vapnet i sköldform på en vit flaggduk. Detta bruket är emellertid inte heraldiskt korrekt.
I Finland är bruket av landskapsvimplar och liknande kommunvimplar vanligare än de i Sverige brukade landskaps- och kommunflaggorna, som är vapenflaggor. Några finska kommuner använder dock rena vapenflaggor.
Vissa flaggor baserade på vapen är vita i format 2:3 (eller 3:5) med vapenskölden mitt i flaggan. Tekniskt sett är dessa flaggor inte baner. Denna framställning anses allmänt vara mindre lyckad, eftersom vapenbilden blir mindre och därmed inte syns lika bra. Denna typ av vapenflaggor bör inte produceras.

## Släktvapenflaggor
Släkter som för vapensköld kan låta göra en släktvapenflagga som återger släktens vapen. I likhet med kommunflaggor placeras oftast släktvapenflaggor vid släktens byggnader, residens och släktgårdar.
I Norge och Storbritannien använder monarken en släktvapenflagga i de flesta funktioner. I Sverige använder monarken en släktvapenflagga endast som sitt personliga kommandotecken på land.

## Vapenflaggans historia
Vapenflaggor uppstod samtidigt med heraldiken kring 1100-talet. Riddare med sköldemärken använde samma bild på fanor och standar samt på hästens schabrak. Att på detta sätt basera en flagga direkt på vapenbilden har således alltid ansetts korrekt.

## Vapenflaggor i andra länder
I anglosaxiska länder är bruket av vapenflaggor större än i de skandinaviska länderna. Till formen är de avlånga och har vissa likheter med vimplar, men följer i övrigt de heraldiska reglerna. Fyra provinser i Kanada - British Columbia, New Brunswick, Nova Scotia och Prince Edward Island - har provinsvapenflaggor.